# Robert Cabana
Robert Donald Cabana (* 23. ledna 1949 v Minneapolisu, stát Minnesota, USA), americký kosmonaut, důstojník, ředitel kosmodromu. Ve vesmíru byl čtyřikrát.

## Život

### Mládí a výcvik
V roce 1967 absolvoval střední školu ve Washburnu, poté v letech 1967–1971 námořní akademii (US Naval Academy) v Annapolis (obor matematika). V týmu astronautů NASA byl v letech 1985 až 2004. Oženil se s Nancy, rozenou Shimerovou a mají spolu tři děti.

### Lety do vesmíru
Na oběžnou dráhu se v raketoplánech dostal čtyřikrát a strávil ve vesmíru 37 dní, 22 hodiny a 42 minut. Byl 230 člověkem ve vesmíru.
- STS-41 Discovery (6. října 1990 – 10. října 1990), pilot
- STS-53 Discovery (2. prosince 1992 – 9. prosince), pilot
- STS-65 Columbia (8. července 1994 – 23. července 1994), velitel
- STS-88 Endeavour (4. prosince 1998 – 13. prosince 1998), velitel